# 塩坪橋
塩坪橋（しおつぼはし）は福島県喜多方市高郷町にある阿賀川に架かる福島県道340号上郷舟渡線の道路橋である。

## 概要
- 活荷重 - B活荷重
- 路線名 - 一般県道上郷舟渡線
- 形式 - 2径間連続鋼・PC混合箱桁橋
- 橋長 - 119.400 m
  - 支間割 - (75.650 m + 42.250 m)
  - 開断面箱鋼桁長 - 49.200 m
  - PC箱桁長 - 67.800 m
- 幅員
  - 総幅員 - 9.200 - 12.200 m
  - 有効幅員 - 8.000 - 11.000 m
  - 車道幅員 - 6.000 - 9.000 m
- 橋台 - 直接基礎逆T式橋台（A1・A2）
- 橋脚 - 直接基礎壁式橋脚（P1）
- 設計 - アジア航測
- 施工 - ピーエス三菱・川田工業特定建設共同企業体（上部工）、穴澤建設（下部工）
- 架設工法 - 固定支保工架設工法および張出架設工法（PC桁部）、送り出し架設工法（鋼桁部）
- 竣工 - 2005年（平成17年）2月[1]

喜多方市高郷町にて一級河川阿賀川を渡る。西詰は高郷町上郷字廻戸、東詰は高郷町塩坪字平内屋敷に位置する。西詰は当路線の起点で、福島県道16号喜多方西会津線との丁字路である。現在の橋は2005年（平成17年）に塩坪橋工区として改良工事に伴い架け替えられたものである。橋脚の設置位置の制約のため2つの支間長比が1対2とアンバランスになったためにプレストレストコンクリートと鋼材の複合部材による架橋が行われた。
鋼桁側では右折レーンのため幅員が拡大されている。

## 沿革
- 1893年（明治26年） - 舟橋[3]。
- 1925年（大正14年） - 初代木製吊り橋（賃取り橋）開通[3]。
- 1933年（昭和8年） - 積雪により落橋[3]。
- 1935年（昭和10年） - 2代目の木製吊り橋開通[3]。
- 1962年（昭和37年） - 3代目の橋梁が建設される。全長115 m、幅員5.5 mの上路式鋼製トラス橋であった[4]。
- 1985年（昭和60年） - 人道橋が追加される[3]。
- 2005年（平成17年）4月26日 - 当橋梁を含む塩坪橋工区（延長560 m）が開通する[5]。総工費は8億3600万円[2]

## 周辺
- 新郷ダム・東北電力新郷発電所